# ژانگ چیوپینگ
ژانگ چیوپینگ (انگلیسی: Zhang Qiuping؛ زادهٔ ۱۸ سپتامبر ۱۹۶۳) تیرانداز زن اهل چین بود. وی در بازی‌های المپیک تابستانی ۱۹۸۸، ۱۹۹۲ و ۱۹۹۶ حضور داشته‌است.